# 2012-es Formula–1 maláj nagydíj
A maláj nagydíj volt a 2012-es Formula–1 világbajnokság második futama, amelyet 2012. március 23. és március 25. között rendeztek meg a malajziai Sepang International Circuiten, Kuala Lumpurban.

## Szabadedzések

### Első szabadedzés
A maláj nagydíj első szabadedzését március 23-án, pénteken délelőtt tartották.
| helyezés | versenyző          | csapat/motor         | elért idő | különbség | futott kör |
| -------- | ------------------ | -------------------- | --------- | --------- | ---------- |
| 1        | Lewis Hamilton     | McLaren-Mercedes     | 1:38,021  | −         | 19         |
| 2        | Sebastian Vettel   | Red Bull-Renault     | 1:38,535  | +0,514    | 21         |
| 3        | Nico Rosberg       | Mercedes             | 1:38,813  | +0,792    | 21         |
| 4        | Michael Schumacher | Mercedes             | 1:38,826  | +0,805    | 19         |
| 5        | Romain Grosjean    | Lotus-Renault        | 1:38,919  | +0,898    | 17         |
| 6        | Mark Webber        | Red Bull-Renault     | 1:39,092  | +1,071    | 20         |
| 7        | Kimi Räikkönen     | Lotus-Renault        | 1:39,128  | +1,107    | 22         |
| 8        | Paul di Resta      | Force India-Mercedes | 1:39,298  | +1,277    | 23         |
| 9        | Jenson Button      | McLaren-Mercedes     | 1:39,323  | +1,302    | 15         |
| 10       | Nico Hülkenberg    | Force India-Mercedes | 1:39,440  | +1,419    | 19         |
| 11       | Valtteri Bottas    | Williams-Renault     | 1:39,724  | +1,703    | 23         |
| 12       | Pastor Maldonado   | Williams-Renault     | 1:39,783  | +1,762    | 23         |
| 13       | Felipe Massa       | Ferrari              | 1:39,896  | +1,875    | 16         |
| 14       | Kobajasi Kamui     | Sauber-Ferrari       | 1:39,910  | +1,889    | 21         |
| 15       | Fernando Alonso    | Ferrari              | 1:39,980  | +1,959    | 23         |
| 16       | Jean-Éric Vergne   | Toro Rosso-Ferrari   | 1:40,099  | +2,078    | 23         |
| 17       | Heikki Kovalainen  | Caterham-Renault     | 1:40,247  | +2,226    | 19         |
| 18       | Daniel Ricciardo   | Toro Rosso-Ferrari   | 1:40,469  | +2,448    | 23         |
| 19       | Vitalij Petrov     | Caterham-Renault     | 1:40,857  | +2,836    | 25         |
| 20       | Sergio Pérez       | Sauber-Ferrari       | 1:41,085  | +3,064    | 23         |
| 21       | Timo Glock         | Marussia-Cosworth    | 1:43,170  | +5,149    | 18         |
| 22       | Charles Pic        | Marussia-Cosworth    | 1:44,580  | +6,559    | 14         |
| 23       | Narain Karthikeyan | HRT-Cosworth         | 1:45,360  | +7,339    | 8          |
| 24       | Pedro de la Rosa   | HRT-Cosworth         | 1:45,528  | +7,507    | 18         |

### Második szabadedzés
A maláj nagydíj második szabadedzését március 23-án, pénteken délután futották.
| helyezés | versenyző          | csapat/motor         | elért idő | különbség | futott kör |
| -------- | ------------------ | -------------------- | --------- | --------- | ---------- |
| 1        | Lewis Hamilton     | McLaren-Mercedes     | 1:38,172  | −         | 28         |
| 2        | Michael Schumacher | Mercedes             | 1:38,533  | +0,361    | 34         |
| 3        | Jenson Button      | McLaren-Mercedes     | 1:38,535  | +0,363    | 30         |
| 4        | Nico Rosberg       | Mercedes             | 1:38,696  | +0,524    | 34         |
| 5        | Daniel Ricciardo   | Toro Rosso-Ferrari   | 1:38,853  | +0,681    | 33         |
| 6        | Fernando Alonso    | Ferrari              | 1:38,891  | +0,719    | 27         |
| 7        | Mark Webber        | Red Bull-Renault     | 1:39,133  | +0,961    | 29         |
| 8        | Jean-Éric Vergne   | Toro Rosso-Ferrari   | 1:39,297  | +1,125    | 33         |
| 9        | Romain Grosjean    | Lotus-Renault        | 1:39,311  | +1,139    | 22         |
| 10       | Sebastian Vettel   | Red Bull-Renault     | 1:39,402  | +1,230    | 25         |
| 11       | Pastor Maldonado   | Williams-Renault     | 1:39,444  | +1,272    | 35         |
| 12       | Nico Hülkenberg    | Force India-Mercedes | 1:39,464  | +1,292    | 26         |
| 13       | Paul di Resta      | Force India-Mercedes | 1:39,625  | +1,453    | 20         |
| 14       | Kobajasi Kamui     | Sauber-Ferrari       | 1:39,687  | +1,515    | 16         |
| 15       | Kimi Räikkönen     | Lotus-Renault        | 1:39,696  | +1,524    | 29         |
| 16       | Felipe Massa       | Ferrari              | 1:40,271  | +2,099    | 28         |
| 17       | Bruno Senna        | Williams-Renault     | 1:40,678  | +2,506    | 34         |
| 18       | Sergio Pérez       | Sauber-Ferrari       | 1:40,947  | +2,775    | 33         |
| 19       | Vitalij Petrov     | Caterham-Renault     | 1:41,464  | +3,292    | 25         |
| 20       | Timo Glock         | Marussia-Cosworth    | 1:41,681  | +3,509    | 20         |
| 21       | Heikki Kovalainen  | Caterham-Renault     | 1:42,594  | +4,422    | 18         |
| 22       | Charles Pic        | Marussia-Cosworth    | 1:42,874  | +4,702    | 24         |
| 23       | Narain Karthikeyan | HRT-Cosworth         | 1:43,658  | +5,486    | 18         |
| 24       | Pedro de la Rosa   | HRT-Cosworth         | 1:43,823  | +5,651    | 22         |

### Harmadik szabadedzés
A maláj nagydíj harmadik szabadedzését március 24-én, szombaton délelőtt tartották.
| helyezés | versenyző          | csapat/Motor         | elért idő | különbség | futott kör |
| -------- | ------------------ | -------------------- | --------- | --------- | ---------- |
| 1        | Nico Rosberg       | Mercedes             | 1:36,877  | −         | 16         |
| 2        | Sebastian Vettel   | Red Bull-Renault     | 1:37,320  | +0,443    | 15         |
| 3        | Mark Webber        | Red Bull-Renault     | 1:37,338  | +0,461    | 12         |
| 4        | Kimi Räikkönen     | Lotus-Renault        | 1:37,356  | +0,479    | 13         |
| 5        | Romain Grosjean    | Lotus-Renault        | 1:37,382  | +0,505    | 13         |
| 6        | Jenson Button      | McLaren-Mercedes     | 1:37,404  | +0,527    | 12         |
| 7        | Pastor Maldonado   | Williams-Renault     | 1:37,455  | +0,578    | 13         |
| 8        | Michael Schumacher | Mercedes             | 1:37,663  | +0,786    | 15         |
| 9        | Lewis Hamilton     | McLaren-Mercedes     | 1:37,776  | +0,899    | 8          |
| 10       | Kobajasi Kamui     | Sauber-Ferrari       | 1:37,977  | +1,100    | 17         |
| 11       | Bruno Senna        | Williams-Renault     | 1:38,091  | +1,214    | 20         |
| 12       | Sergio Pérez       | Sauber-Ferrari       | 1:38,178  | +1,301    | 15         |
| 13       | Fernando Alonso    | Ferrari              | 1:38,246  | +1,369    | 17         |
| 14       | Nico Hülkenberg    | Force India-Mercedes | 1:38,285  | +1,408    | 16         |
| 15       | Daniel Ricciardo   | Toro Rosso-Ferrari   | 1:38,423  | +1,546    | 13         |
| 16       | Jean-Éric Vergne   | Toro Rosso-Ferrari   | 1:38,640  | +1,763    | 11         |
| 17       | Paul di Resta      | Force India-Mercedes | 1:38,794  | +1,917    | 18         |
| 18       | Felipe Massa       | Ferrari              | 1:39,209  | +2,332    | 16         |
| 19       | Vitalij Petrov     | Caterham-Renault     | 1:39,704  | +2,827    | 15         |
| 20       | Heikki Kovalainen  | Caterham-Renault     | 1:40,189  | +3,312    | 14         |
| 21       | Charles Pic        | Marussia-Cosworth    | 1:41,901  | +5,024    | 14         |
| 22       | Timo Glock         | Marussia-Cosworth    | 1:42,007  | +5,130    | 14         |
| 23       | Pedro de la Rosa   | HRT-Cosworth         | 1:42,464  | +5,587    | 14         |
| 24       | Narain Karthikeyan | HRT-Cosworth         | 1:43,378  | +6,501    | 17         |

## Időmérő edzés
A maláj nagydíj időmérő edzését március 24-én, szombaton futották.
| helyezés              | versenyző          | csapat/motor         | 1. rész  | 2. rész  | 3. rész  | rajthely |
| --------------------- | ------------------ | -------------------- | -------- | -------- | -------- | -------- |
| 1                     | Lewis Hamilton     | McLaren-Mercedes     | 1:37,813 | 1:37,106 | 1:36,219 | 1        |
| 2                     | Jenson Button      | McLaren-Mercedes     | 1:37,575 | 1:36,928 | 1:36,368 | 2        |
| 3                     | Michael Schumacher | Mercedes             | 1:37,517 | 1:37,017 | 1:36,391 | 3        |
| 4                     | Mark Webber        | Red Bull-Renault     | 1:37,172 | 1:37,375 | 1:36,461 | 4        |
| 5                     | Kimi Räikkönen     | Lotus-Renault        | 1:37,961 | 1:36,715 | 1:36,461 | 10[1]    |
| 6                     | Sebastian Vettel   | Red Bull-Renault     | 1:38,102 | 1:37,419 | 1:36,634 | 5        |
| 7                     | Romain Grosjean    | Lotus-Renault        | 1:38,058 | 1:37,338 | 1:36,658 | 6        |
| 8                     | Nico Rosberg       | Mercedes             | 1:37,696 | 1:36,996 | 1:36,664 | 7        |
| 9                     | Fernando Alonso    | Ferrari              | 1:38,151 | 1:37,379 | 1:37,566 | 8        |
| 10                    | Sergio Pérez       | Sauber-Ferrari       | 1:37,933 | 1:37,477 | 1:37,698 | 9        |
| 11                    | Pastor Maldonado   | Williams-Renault     | 1:37,789 | 1:37,589 |          | 11       |
| 12                    | Felipe Massa       | Ferrari              | 1:38,381 | 1:37,731 |          | 12       |
| 13                    | Bruno Senna        | Williams-Renault     | 1:38,437 | 1:37,841 |          | 13       |
| 14                    | Paul di Resta      | Force India-Mercedes | 1:38,325 | 1:37,877 |          | 14       |
| 15                    | Daniel Ricciardo   | Toro Rosso-Ferrari   | 1:38,419 | 1:37,883 |          | 15       |
| 16                    | Nico Hülkenberg    | Force India-Mercedes | 1:38,303 | 1:37,890 |          | 16       |
| 17                    | Kobajasi Kamui     | Sauber-Ferrari       | 1:38,372 | 1:38,069 |          | 17       |
| 18                    | Jean-Éric Vergne   | Toro Rosso-Ferrari   | 1:39,077 |          |          | 18       |
| 19                    | Heikki Kovalainen  | Caterham-Renault     | 1:39,306 |          |          | 24[2]    |
| 20                    | Vitalij Petrov     | Caterham-Renault     | 1:39,567 |          |          | 19       |
| 21                    | Timo Glock         | Marussia-Cosworth    | 1:40,903 |          |          | 20       |
| 22                    | Charles Pic        | Marussia-Cosworth    | 1:41,250 |          |          | 21       |
| 23                    | Pedro de la Rosa   | HRT-Cosworth         | 1:42,914 |          |          | 22       |
| 24                    | Narain Karthikeyan | HRT-Cosworth         | 1:43,655 |          |          | 23       |
| 107%-os idő: 1:43,974 |                    |                      |          |          |          |          |

Megjegyzés
- ↑ 1:  Räikkönen váltócsere miatt 5 helyes rajtbüntetést kapott.[1]
- ↑ 2:  Kovalainen 5 helyes rajtbüntetést kapott.[2]

## Futam
A maláj nagydíj futama március 25-én, vasárnap rajtolt.
| helyezés | rajtszám | versenyző          | csapat/motor         | futott kör | idő/kiesés oka     | rajthely | pont |
| -------- | -------- | ------------------ | -------------------- | ---------- | ------------------ | -------- | ---- |
| 1        | 5        | Fernando Alonso    | Ferrari              | 56         | 2:44:51,812        | 8        | 25   |
| 2        | 15       | Sergio Pérez       | Sauber-Ferrari       | 56         | +2,263             | 9        | 18   |
| 3        | 4        | Lewis Hamilton     | McLaren-Mercedes     | 56         | +14,591            | 1        | 15   |
| 4        | 2        | Mark Webber        | Red Bull-Renault     | 56         | +17,688            | 4        | 12   |
| 5        | 9        | Kimi Räikkönen     | Lotus-Renault        | 56         | +29,456            | 10       | 10   |
| 6        | 19       | Bruno Senna        | Williams-Renault     | 56         | +37,667            | 13       | 8    |
| 7        | 11       | Paul di Resta      | Force India-Mercedes | 56         | +44,412            | 14       | 6    |
| 8        | 17       | Jean-Éric Vergne   | Toro Rosso-Ferrari   | 56         | +46,985            | 18       | 4    |
| 9        | 3        | Nico Hülkenberg    | Force India-Mercedes | 56         | +47,892            | 16       | 2    |
| 10       | 7        | Michael Schumacher | Mercedes             | 56         | +49,996            | 3        | 1    |
| 11       | 1        | Sebastian Vettel   | Red Bull-Renault     | 56         | +1:15,527          | 5        |      |
| 12       | 16       | Daniel Ricciardo   | Toro Rosso-Ferrari   | 56         | +1:16,828          | 15       |      |
| 13       | 8        | Nico Rosberg       | Mercedes             | 56         | +1:18,593          | 7        |      |
| 14       | 3        | Jenson Button      | McLaren-Mercedes     | 56         | +1:19,719          | 2        |      |
| 15       | 6        | Felipe Massa       | Ferrari              | 56         | +1:37,319          | 12       |      |
| 16       | 21       | Vitalij Petrov     | Caterham-Renault     | 55         | +1 kör             | 19       |      |
| 17       | 24       | Timo Glock         | Marussia-Cosworth    | 55         | +1 kör             | 20       |      |
| 18       | 20       | Heikki Kovalainen  | Caterham-Renault     | 55         | +1 kör             | 24       |      |
| 19       | 18       | Pastor Maldonado   | Williams-Renault     | 54         | +2 kör (motorhiba) | 11       |      |
| 20       | 25       | Charles Pic        | Marussia-Cosworth    | 54         | +2 kör             | 21       |      |
| 21       | 23       | Pedro de la Rosa   | HRT-Cosworth         | 54         | +2 kör             | 23       |      |
| 22       | 22       | Narain Karthikeyan | HRT-Cosworth         | 54         | +2 kör[1]          | 22       |      |
| ki       | 14       | Kobajasi Kamui     | Sauber-Ferrari       | 46         | fékhiba            | 17       |      |
| ki       | 10       | Romain Grosjean    | Lotus-Renault        | 3          | kicsúszás          | 6        |      |

Megjegyzés
- ↑ 1:  Karthikeyan a 21. helyen végzett, de kapott egy  20 másodperces büntetést a Vettellel történt ütközése miatt.[3]

## A világbajnokság állása a verseny után
| H   | Versenyzők       | Pont | H   | Konstruktőrök        | Pont |
| --- | ---------------- | ---- | --- | -------------------- | ---- |
| 1.  | Fernando Alonso  | 35   | 1.  | McLaren-Mercedes     | 55   |
| 2.  | Lewis Hamilton   | 30   | 2.  | Red Bull-Renault     | 42   |
| 3.  | Jenson Button    | 25   | 3.  | Ferrari              | 35   |
| 4.  | Mark Webber      | 24   | 4.  | Sauber-Ferrari       | 30   |
| 5.  | Sergio Pérez     | 22   | 5.  | Lotus-Renault        | 16   |
| 6.  | Sebastian Vettel | 18   | 6.  | Force India-Mercedes | 9    |
| 7.  | Kimi Räikkönen   | 16   | 7.  | Williams-Renault     | 8    |
| 8.  | Bruno Senna      | 8    | 8.  | STR-Ferrari          | 6    |
| 9.  | Kobajasi Kamui   | 8    | 9.  | Mercedes             | 1    |
| 10. | Paul di Resta    | 7    | 10. | Marussia-Cosworth    | 0    |

(A teljes táblázat)

## Statisztikák
- Fernando Alonso 28. győzelme
- Lewis Hamilton 21. pole pozíciója
- Kimi Räikkönen 36. leggyorsabb köre
- Fernando Alonso 74., Sergio Pérez 1., Lewis Hamilton 44. dobogós helyezése.